# M44 155mm自走榴弾砲
M44 155mm自走榴弾砲（M44 155mm self-propelled howitzer：エム44 155ミリじそうりゅうだんほう）は、アメリカ合衆国で開発された、戦後第一世代の自走榴弾砲である。

## 概要
M52A1 105mm自走榴弾砲と同じく、共通の車台を持つ各種の車両をもって戦闘部隊を構成する構想により火砲の機動性強化の一環として開発された。
当初は密閉式の全周旋回砲塔に155mm榴弾砲 T7を搭載する車両として、1947年9月よりT99の名称で開発が開始されたが、車体の能力的に150mmクラスの砲を備えた全周旋回砲塔を搭載することは不可能で、設計作業中に砲塔は限定旋回式に改められた。更に、機械式計算装置と連動させた照準装置を搭載した車両がT99E1として開発され、1951年には共に試作車が完成した。比較の結果従来型の目視式照準装置を備えたT99原型車がM44として採用され、試作車の実用試験を待たず250両が発注された。
だが、重量過大で試作車の試験中に不具合が続出し、主砲は同じ155mm榴弾砲 T7としつつも開放式戦闘室に限定旋回式の砲架を搭載する方式に設計を改めた車両がT149の名称で製作され、358両が発注された。既に発注され生産ラインに乗せられたT99は仕様を改めてT149と同仕様の開放式自走砲に改修され、T149とT99改修型を合わせて改めて155mm Self-propelled Howitzer M44として1953年11月に制式化された。
1954年より部隊配備が開始され、以後、アメリカ陸軍機甲部隊の主力自走榴弾砲として運用され、1962年には後継のM109自走砲に代替されて全車が退役した。
アメリカ軍の他にも、イギリス、西ドイツを始めとした西側諸国に供与されて装備され、日本では陸上自衛隊で運用された。
トルコでは1986年から1992年にかけてドイツのラインメタル社によって主砲をM109自走榴弾砲の後期型と同じ 39口径155mm榴弾砲に換装、エンジンをMTU社製 MB 833 Aa-501 V型6気筒水冷式ディーゼルエンジン（450 hp/2,300 rpm）に換装した（燃費改善と燃料増加により航続距離が620 kmに延長された）近代化改修型を222両製造し、“M44T”の名称を与えている。M44Tは2015年現在でも現役で運用されている車両が確認されている。操縦手は、試作車では戦闘室に配置されたままであったが、量産車では車台に配置変更されている。
M44TとM52Tの開発経験の後、トルコはFatih 155mm自走榴弾砲を独自に試作したが失敗し、韓国からK9 155mm自走榴弾砲の技術を導入した。

## 陸上自衛隊での運用
陸上自衛隊では、火砲の機動力強化の一環として榴弾砲の自走化が検討され、1965年よりM44A1 155mm 自走りゅう弾砲としてアメリカから10両が有償援助により供与された。
教育用のごく一部を除いて全車が第7師団の第7特科連隊第4大隊に集中して配備された。同時に供与されたM52A1 105mm 自走りゅう弾砲より長期に渡って装備され、1980年代に入り75式自走155mmりゅう弾砲に置換られて退役が進められ、1986年には全車が退役した。

## 構成
車体はM41 ウォーカー・ブルドッグ軽戦車のものを基に設計されており、M52自走榴弾砲と同一の車体を使用している。ただし、M52が限定的ながら旋回可能な密閉式砲塔に榴弾砲を搭載しているのとは異なり、オープントップの開放式戦闘室に砲架を搭載する形で榴弾砲を搭載している。
操縦席は戦闘室左側前部にあり、戦闘室左側最後部の車長席にはM2 12.7mm機関銃を装備できるリングマウントが備えられていた。車体後面下部には射撃時の安定性向上のための駐鋤が装備されている。戦闘室後面は左右に開く観音開き式になっており、扉は弾薬ラックを兼用していた。戦闘室後面はこれに加えて大きく下方に開く扉がある二重構造で、下方に開いた扉は戦闘時に砲員の立つ床になった。この二重構造式の扉をそれぞれ全開にすることで、砲の使用時には実質的に戦闘室を後方に4/3ほど延長することができ、車体が小型であるにもかかわらず大口径で大型の砲を搭載する事が可能となっている。

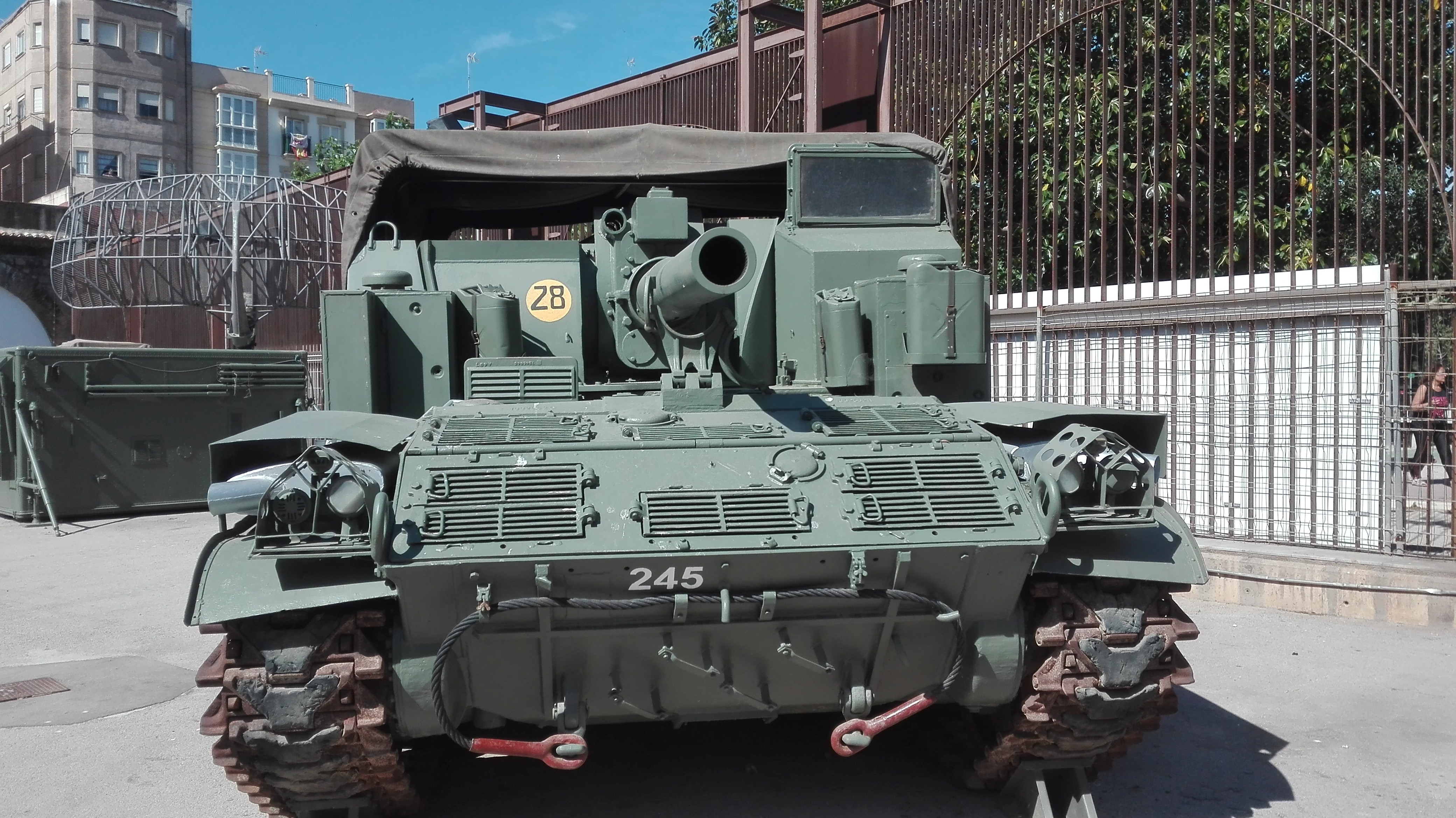
M44 正面より 戦闘室上には幌が掛けられている。戦闘室前面向かって右側の風防板のある部分が操縦席
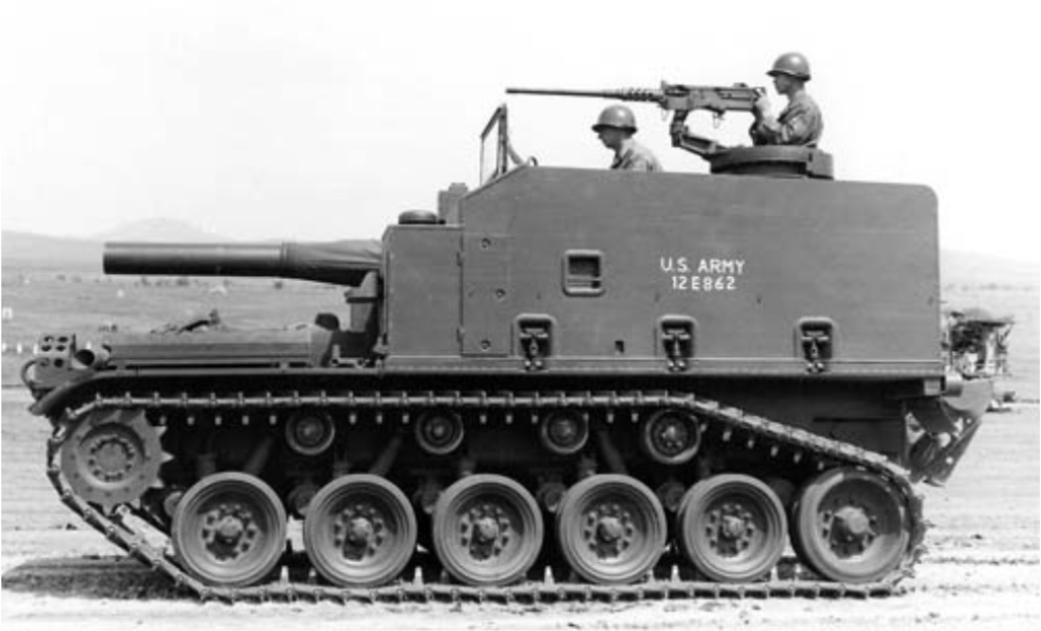
M44 左側面より
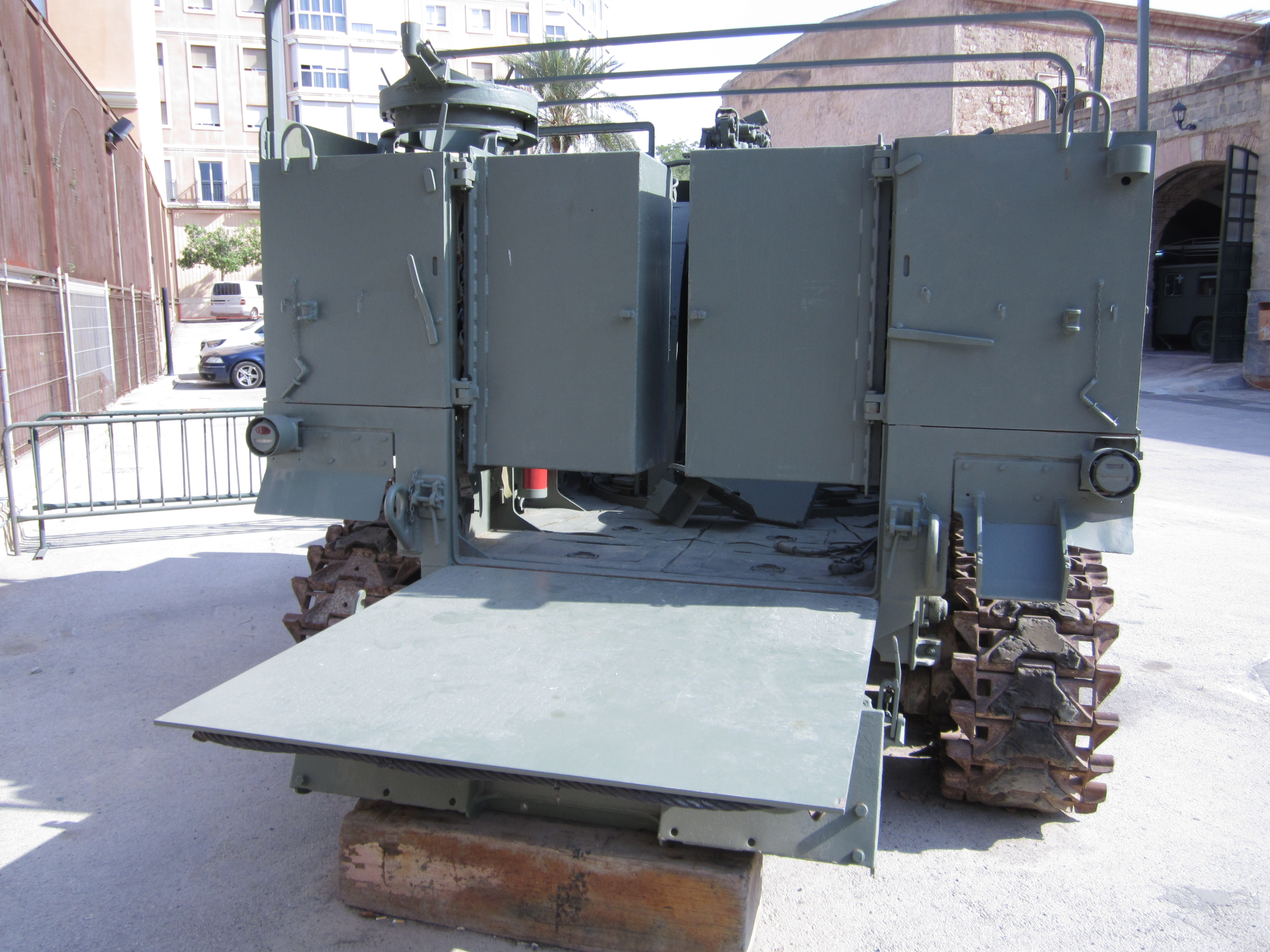
戦闘室後面の下方開き式扉を倒した状態
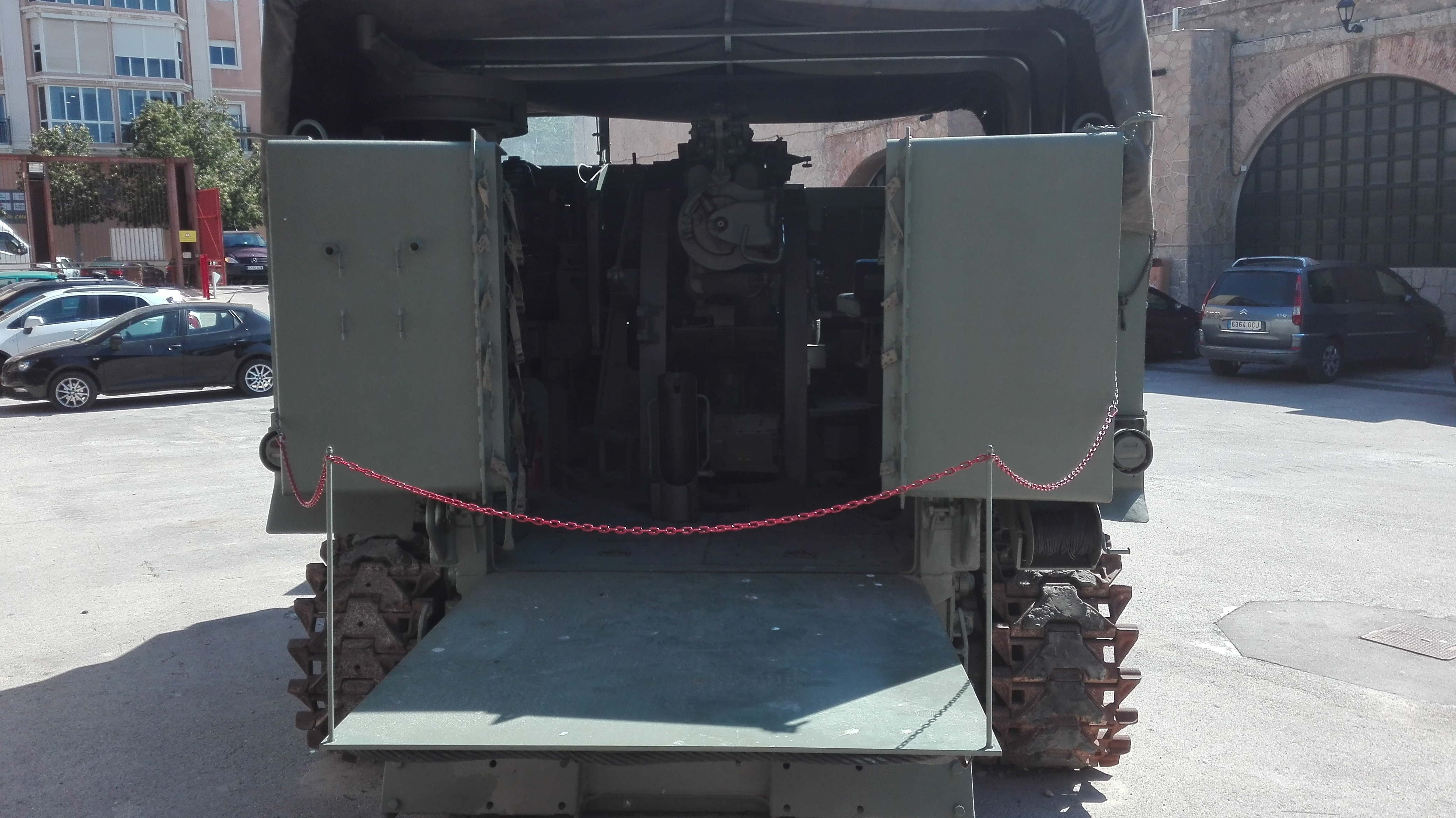
戦闘室後面扉を完全に開放した状態
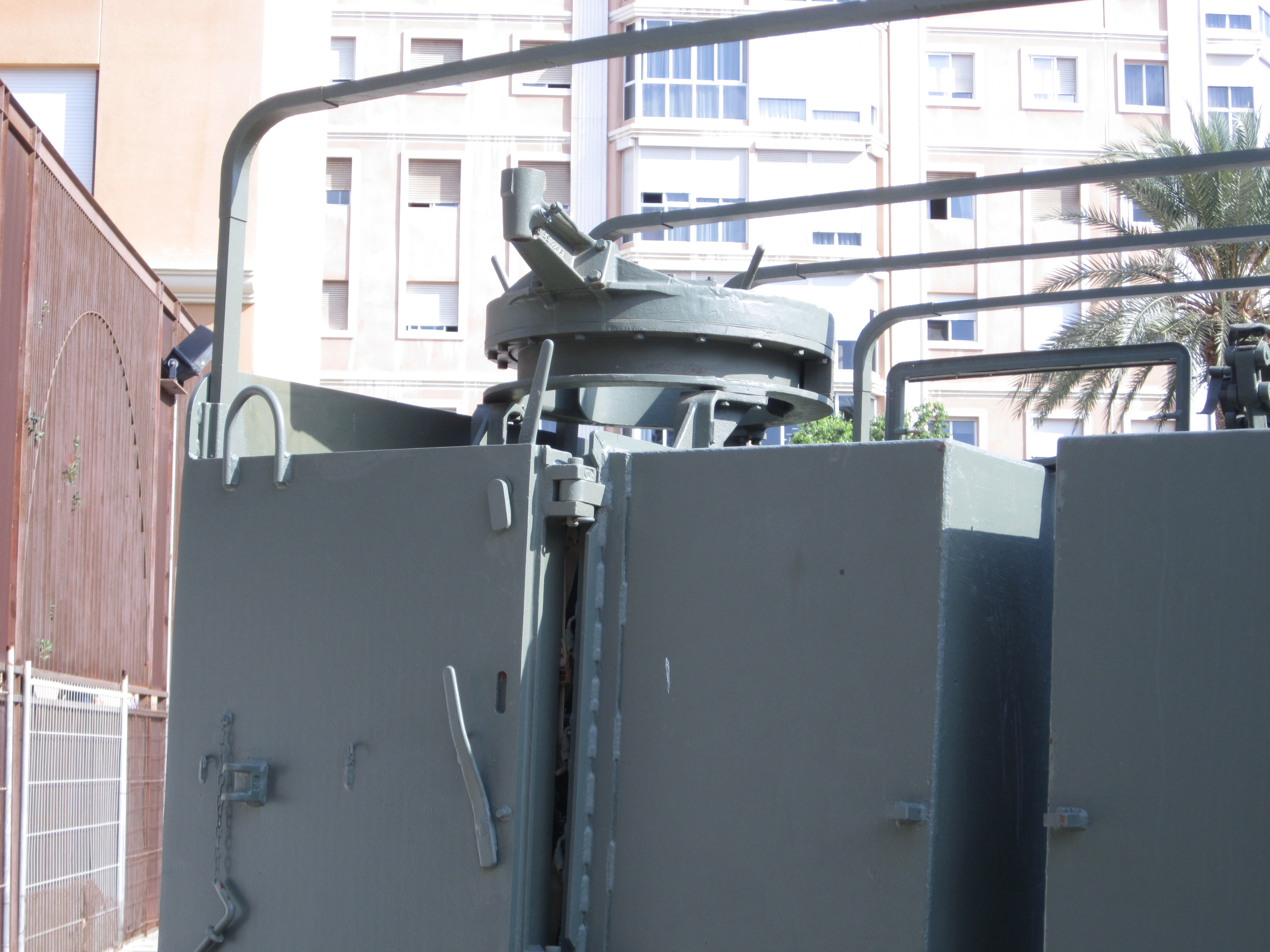
戦闘室左側後部の機銃用リングマウント

## 各型
T99
原型の密閉式全周旋回砲塔型。試作車2両+量産車250両生産。量産車は全てT149と同様の車両に改修された。
T99E1
T99に機械式計算機連動照準装置を搭載した型。T99より1両が改造されて製作された。

T149
T99を固定式開放式戦闘室に改めた型。358両生産。
M44
T149とT99の改修車を合せた量産型の制式名称。計608両生産。
M44A1
エンジンを換装した改良型。
M44T
トルコの近代化改修型。

## 採用国
- アメリカ合衆国
- ギリシャ
- イタリア

- 日本
- 韓国
- スペイン

- 西ドイツ
- トルコ ：222両がM44Tに改修された
- イギリス：“カーディナル(155mm, SP, Cadinal(枢機卿の意)”の名称で58両を装備

## 登場作品

### ゲーム
『World of Tanks』
アメリカ自走砲M44として開発可能。
日本自走砲M44として開発可能。
フランス自走砲M44として開発可能。
ドイツ自走砲M44として開発可能。
イギリス自走砲M44として開発可能。
イタリア自走砲M44として開発可能
この中のどれかは課金で購入可能
『War Thunder』
アメリカ、イギリス、ドイツ、日本、イタリアにおいて自走砲M44として開発可能。